# Lysandra cormion
Lysandra cormion är en fjärilsart som beskrevs av Vladimir Nabokov 1941. Lysandra cormion ingår i släktet Lysandra och familjen juvelvingar. Inga underarter finns listade i Catalogue of Life.